# Pierre César
Pierre César (* 30. Mai 1853 in Buix, Kanton Bern; † 18. Oktober 1912 in Saint-Imier, Kanton Bern) war ein Schweizer christkatholischer Pfarrer, Schriftsteller und Journalist.

## Leben
Pierre César wurde als Sohn des Bauern Pierre Joseph César und der Jeanne-Marie Vallatte in Buix geboren. Er besuchte die Primarschule in Pruntrut und studierte von 1875 bis 1878 Theologie an der Christlichen Fakultät der Universität Bern, wo er auch sein Diplom als Sekundarlehrer erlangte.
Am 7. April 1878 wurde er zum Priester geweiht. Er wirkte von 1878 bis 1884 als christkatholischer Pfarrer in Charmoille und von 1884 bis 1912 in Saint-Imier. Zudem war er Sekretär der Schulkommission und Mitglied der Examenskommission der Theologischen Fakultät der Universität Bern.
Am 21. Oktober 1879 heiratete er in Bern Marie Zahnd (1857–1939). Aus der Ehe gingen die Kinder Juliette (1881–1955), Claire Rosalie Berthe (1885–1886), Joseph (1887–1945) und Marcelle (1892–1970) hervor. Juliette ehelichte den Verleger und Buchdrucker Ernest Grossniklaus in Saint-Imier, Marcelle verheiratete sich mit dem Posthalter Georges Robert-Charrue in Saint-Imier. Joseph César wurde Anwalt in Bern. Er erreichte den militärischen Grad eines Obersts. Er war der Grossvater der Schweizer Völkerrechtlerin Denise Marcelle Bindschedler-Robert (1920–2008).
Dank dem Einsatz von César wurde in Saint-Imier die neue Kirche gebaut, die 1912 eingeweiht wurde und das Ortsbild prägt.

## Journalistische Tätigkeit
César arbeitete nebenbei auch als Journalist in französischer und deutscher Sprache. Unter anderem schrieb er für den Jura Bernois, für den Pariser Le Figaro, für den Etoile belge sowie den Indépendance belge.

## Literarisches Werk
Unter seinem Namen sowie den Pseudonymen Jean Roll, Pierre Desbuys und G. Ducoeur schuf er ein literarisches Werk. Seine Geschichten wurden sowohl als Fortsetzungsromane in den Tageszeitungen wie auch in Buchform publiziert.

## Nachlass
Die Familienstiftung Rudolf G. Bindschedler schenkte im Jahr 2011 der Burgerbibliothek Bern den Nachlass von César. Mitte Juni 2020 veröffentlichte die Familienstiftung Rudolf G. Bindschedler die Masterarbeit von Erika Moser: frei gleich solidarisch – Pierre César (1852–1912), welche sich dem Leben, Wirken und Werk von César widmet.